# Мулатинг
Му́латинг (исл. Múlaþing, исландское произношение: [ˈmuːlaˌθiŋk]) — община на востоке Исландии в регионе Эйстюрланд. В 2021 году в общине на 10671 км² проживало 5020 человек. Крупнейшая община на острове по площади.

## История
Община Мулатинг была образована 14 октября 2020 года в рамках программы укрупнения муниципальных образований в Исландии в результате объединения четырёх общин — Боргарфьярдархреппюр, Дьюпавогссхреппюр, Фльоутсдальсхьерад и Сейдисфьярдаркёйпстадюр. С тех пор границы Мулатинг не менялись, хотя община пытается уговорить соседний Фльоутсдальсхреппюр объединиться.

## География
В настоящее время территория Мулатинг граничит на севере с землями Вопнафьярдархреппюр, на западе с Скутюстадахреппюр, на юге с общиной Хорнафьордюр и Фльоутсдальсхреппюр, земли которой вдаются вглубь территории Мулатинг. На востоке земли Мулатинг стороны суши окружают общину Фьярдабиггд, расположенную на берегах фьордов Эйстфирдира.
В Мулатинг есть фермерские усадьбы, мелкие поселения (хутора) и только пять населенных пунктов — Эйильсстадир, Сейдисфьордюр, Дьюпивогюр, Федлабайр и Баккагерди. Административным центром общины и самым большим поселением является Эйильсстадир с населением 2552 человек в 2021 году. Населения Сейдисфьордюра составляет 659 человек, Дьюпивогюра и Федлабайра около 400, а в Баккагерди постоянно проживают около 98 жителей.

## Инфраструктура
По территории общины проходит дорога государственного значения Хрингвегюр 1 и дороги регионального значения Нордёйстюрвегюр 85, Сейдисфьярдарвегюр 93, Боргарфьярдарвегюр 94, Скриддальсвегюр 95 и Дьюпавогсвегюр 98. Есть несколько высокогорных дорог — Кверкфьядлалейд F902, Хванналиндавегюр F903, Аднардальслейд F905, Снайфедльслейд F909, Эйстюрлейд F910, Йёкюльдальсвегюр F923 и Лодмюндарфьярдарвегюр F946, открытых для движения в летний период и только для транспортных средств повышенной проходимости, и около тридцати дорог местного значения:
- Мёдрюдальслейд 901
- Бруарвегюр 907
- Хлидарвегюр 917
- Сюннюдальсвегюр 919
- Эйявегюр 921
- Мауссельсвегюр 922
- Йёкюльдальсвегюр 923
- Йёкюльдальсвегюр-Эйстри 924
- Хроуартунгювегюр 925
- Хусейярвегюр 926
- Бреккюбайявегюр 927
- Хаврафедльсвегюр 929
- Уппхьерадсвегюр 931
- Фльоутсдальсвегюр 933
- Мулавегюр 934
- Сюдюрдальсвегюр 935
- Тоурдальсхейдарвегюр 936
- Скриддальсвегюр 937
- Мулавегюр-Сидри 938
- Ахсарвегюр 939
- Эйильсстадафлюгвадларвегюр 941
- Стейнсвадсвегюр 942
- Хьяльтастадарвегюр 943
- Лагарфоссвегюр 944
- Хоулаландсвегюр 946
- Вестдальсейрарвегюр 951
- Хауневсстадавегюр 952
- Мьоуафьярдарвегюр 953

Есть три порта — в Дьюпавике, Сейдисфьордюре и Баккагерди, которые предоставляют все общие портовые услуги для рыболовных судов, паромов, круизных судов и яхт.
В Сейдисфьордюре работает регулярная международная морская автомобильная грузопассажирская паромная переправа между Исландией, Фарерами и Данией. Переправа длиной 1574 километра обслуживается паромом Norröna фарерской судоходной компании Smyril Line. Паром ходит дважды в неделю летом, и один раз в неделю в зимний сезон. Время в пути между Сейдисфьордюр и Хиртсхальс (Дания) чуть меньше двух суток или около 3 суток с заходом в Торсхавн (Фареры). Паром за раз перевозит около 800 легковых автомобилей и 1482 пассажира.
Международный аэропорт находится в Эйильстадире, обслуживающий отдельные чартерные, грузовые и частные рейсы в Европу и на Фарерские острова, регулярные внутренние рейсы в Акюрейри и Рейкьявик, а также рейсы любительской авиации, чартерные, медицинские и экстренные рейсы.

## Население
Источник: Mannfjöldi eftir kyni, aldri og sveitarfélögum 1998-2021 (исл.). hagstofa.is. Reykjavík: Hagstofa Íslands [Статистическая служба Исландии]. Дата обращения: 23 ноября 2021.

## Галерея

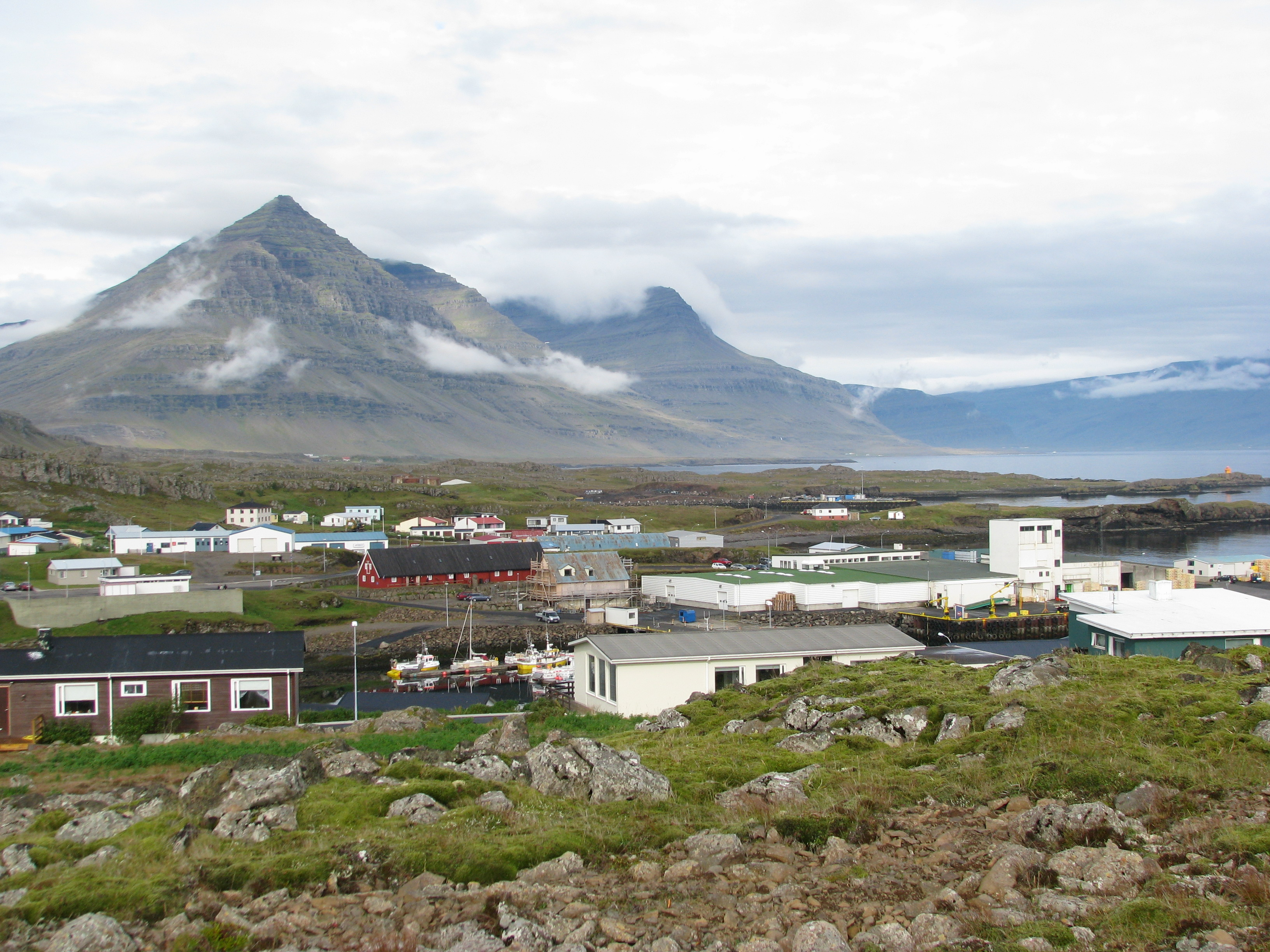
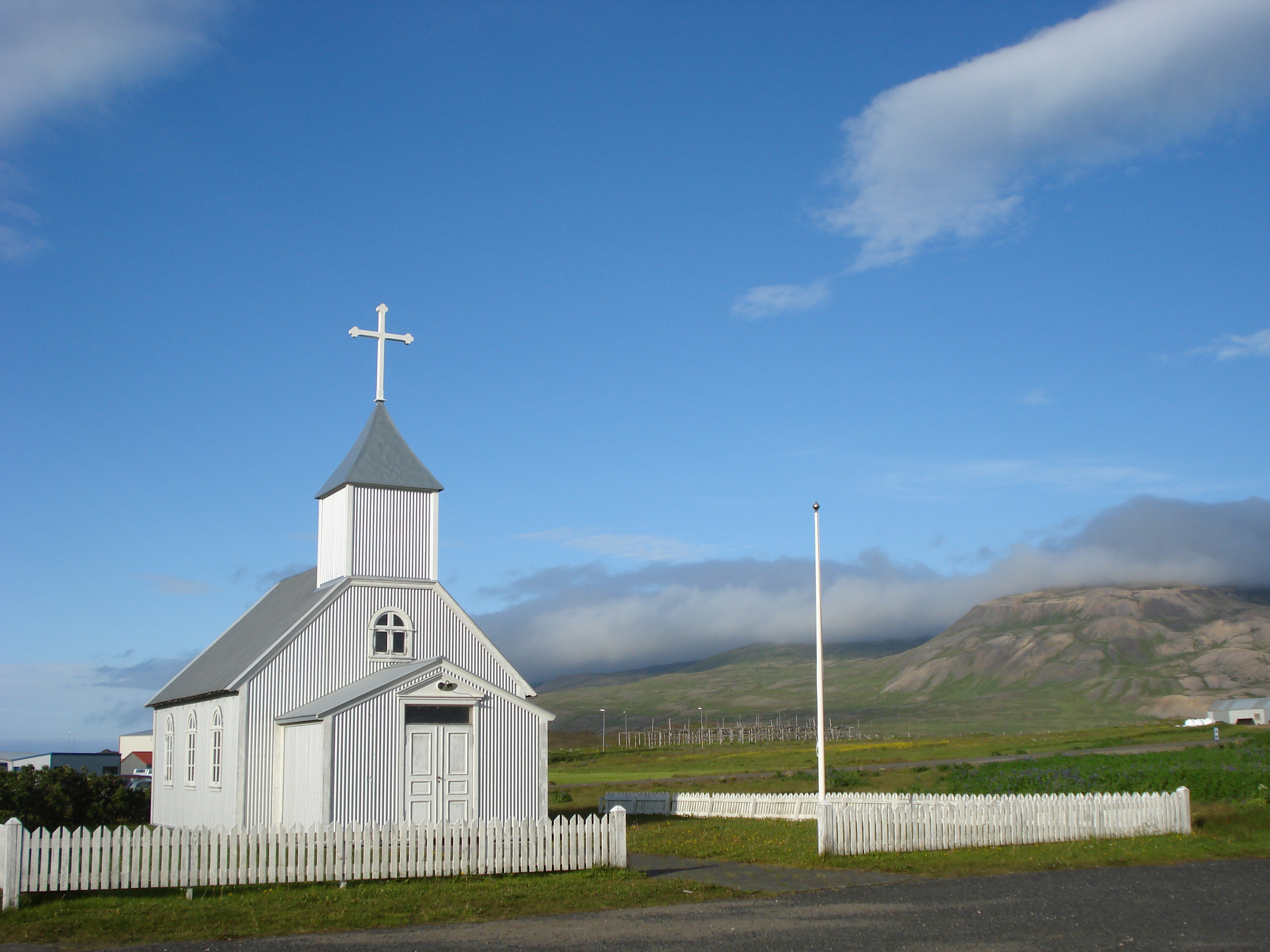
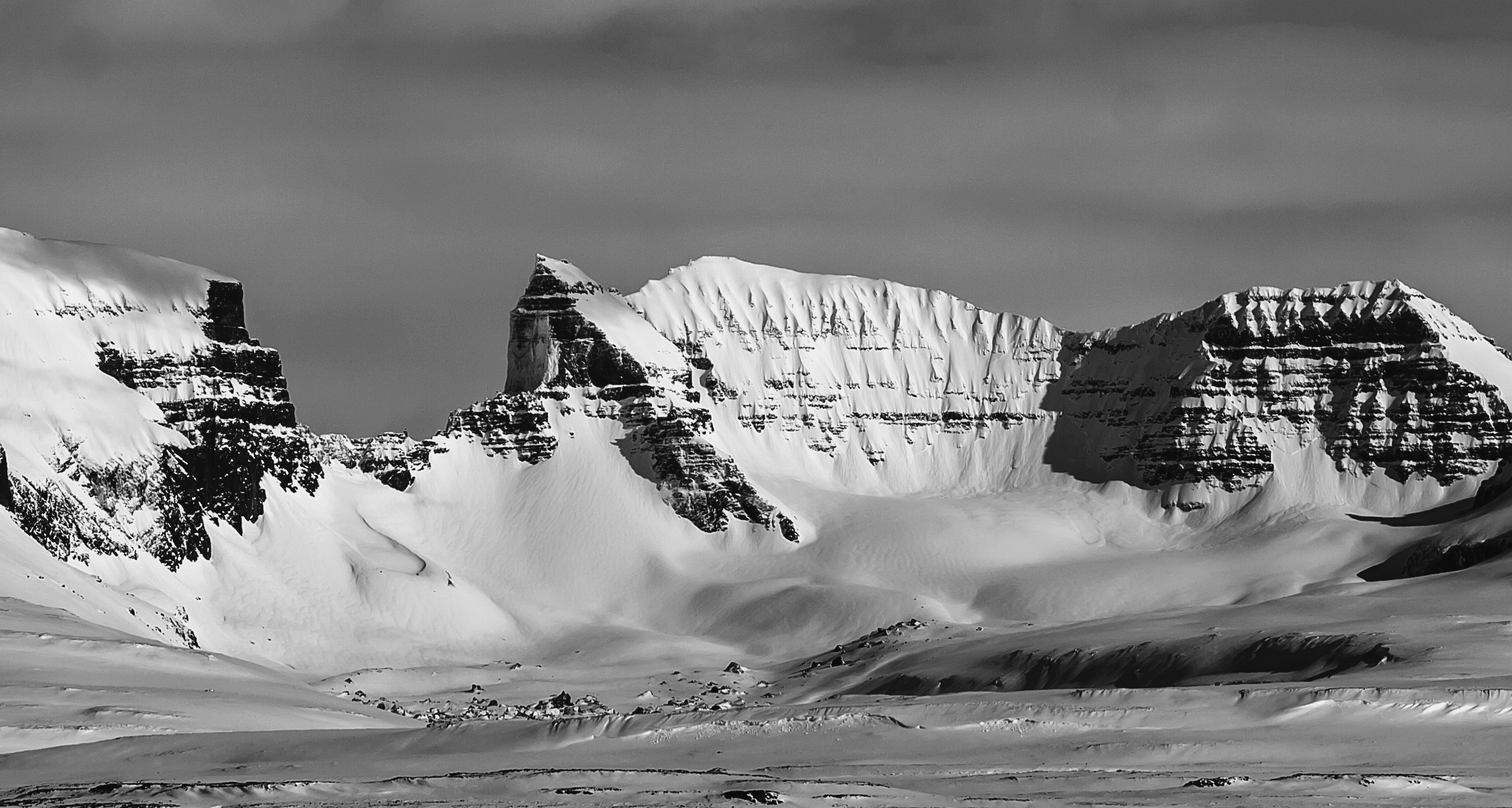
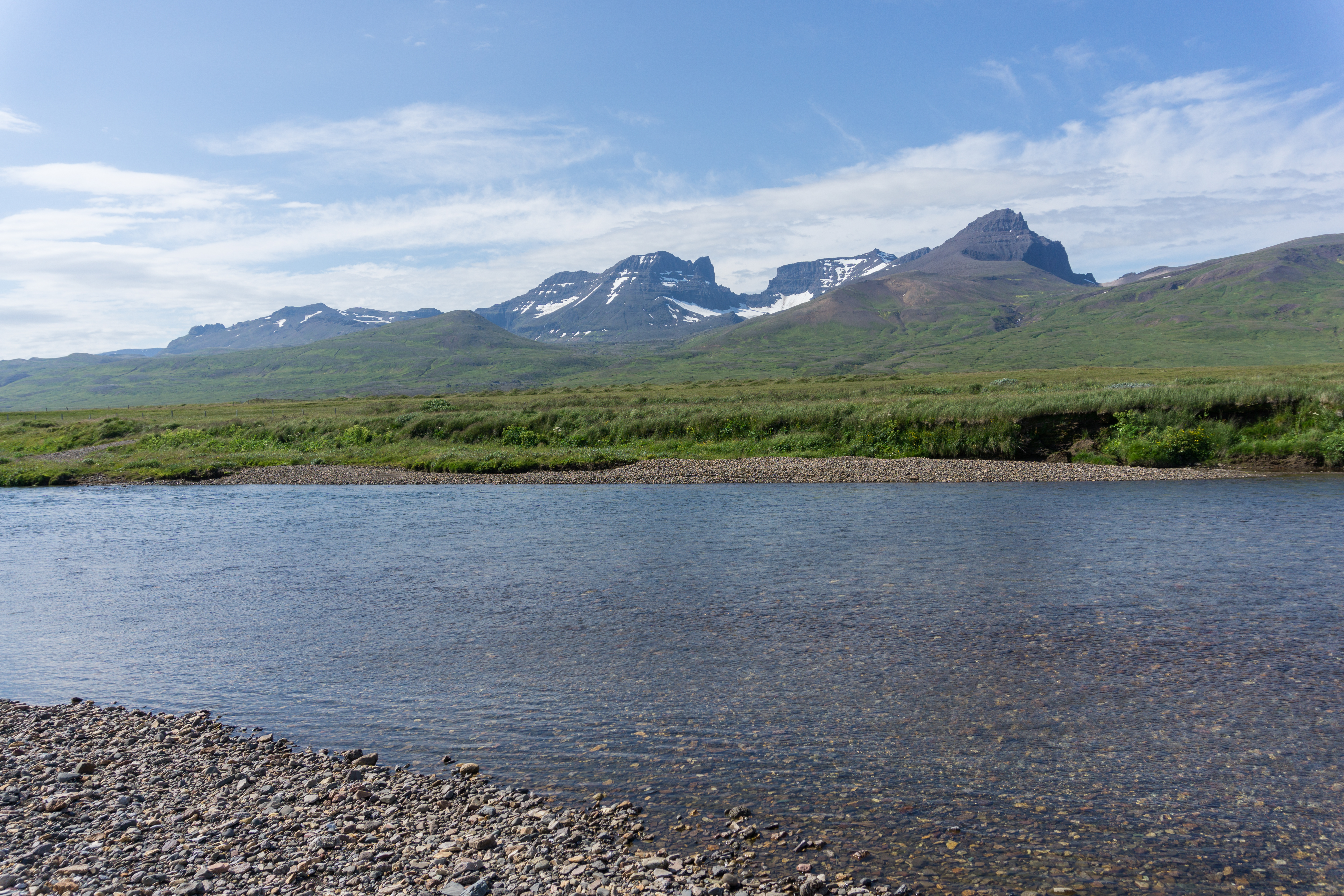
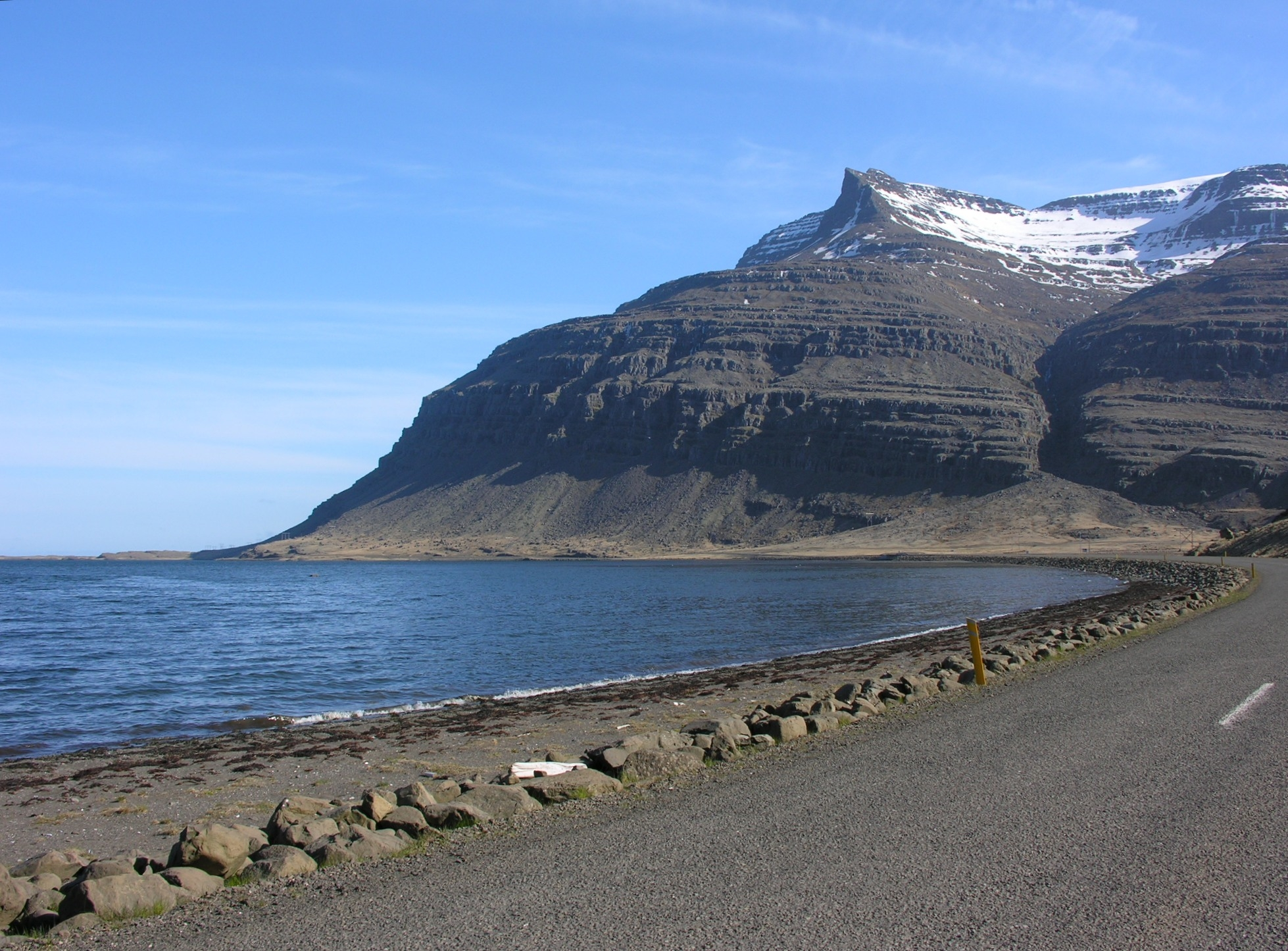

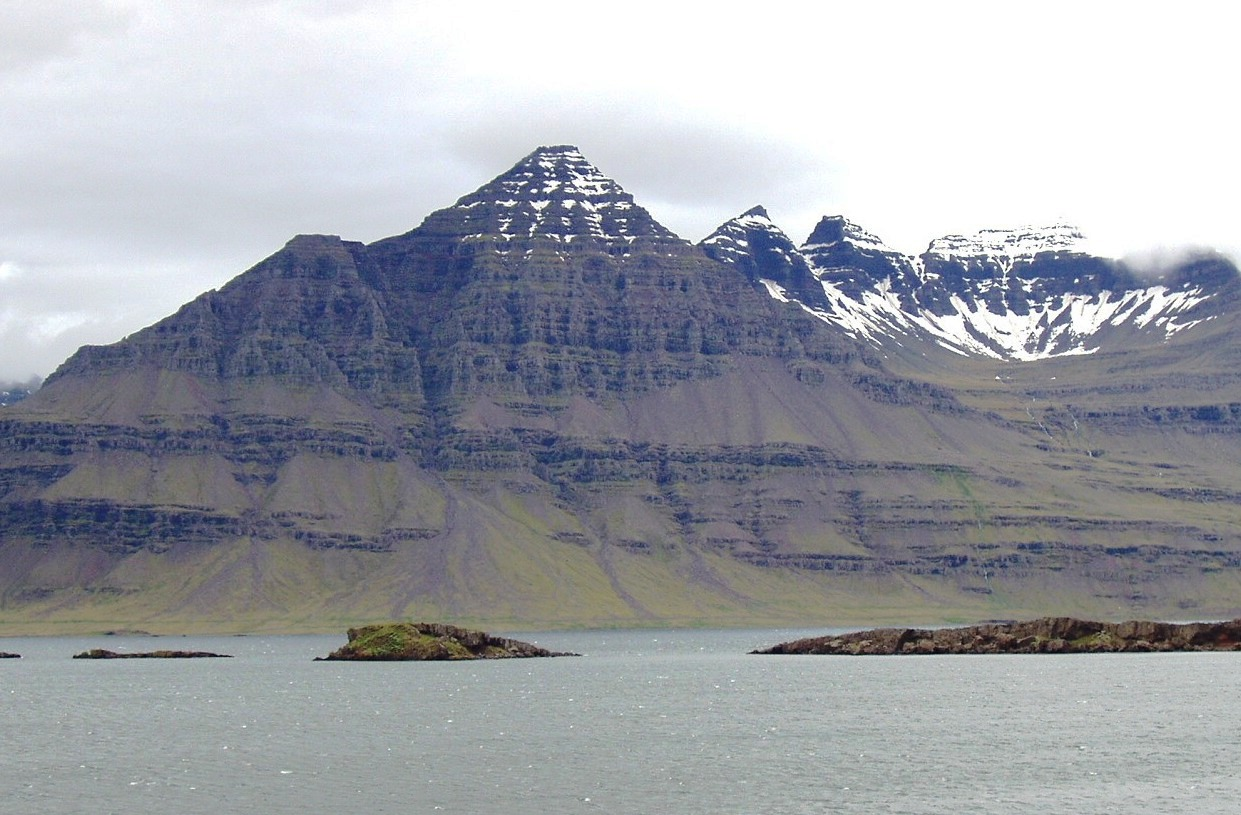
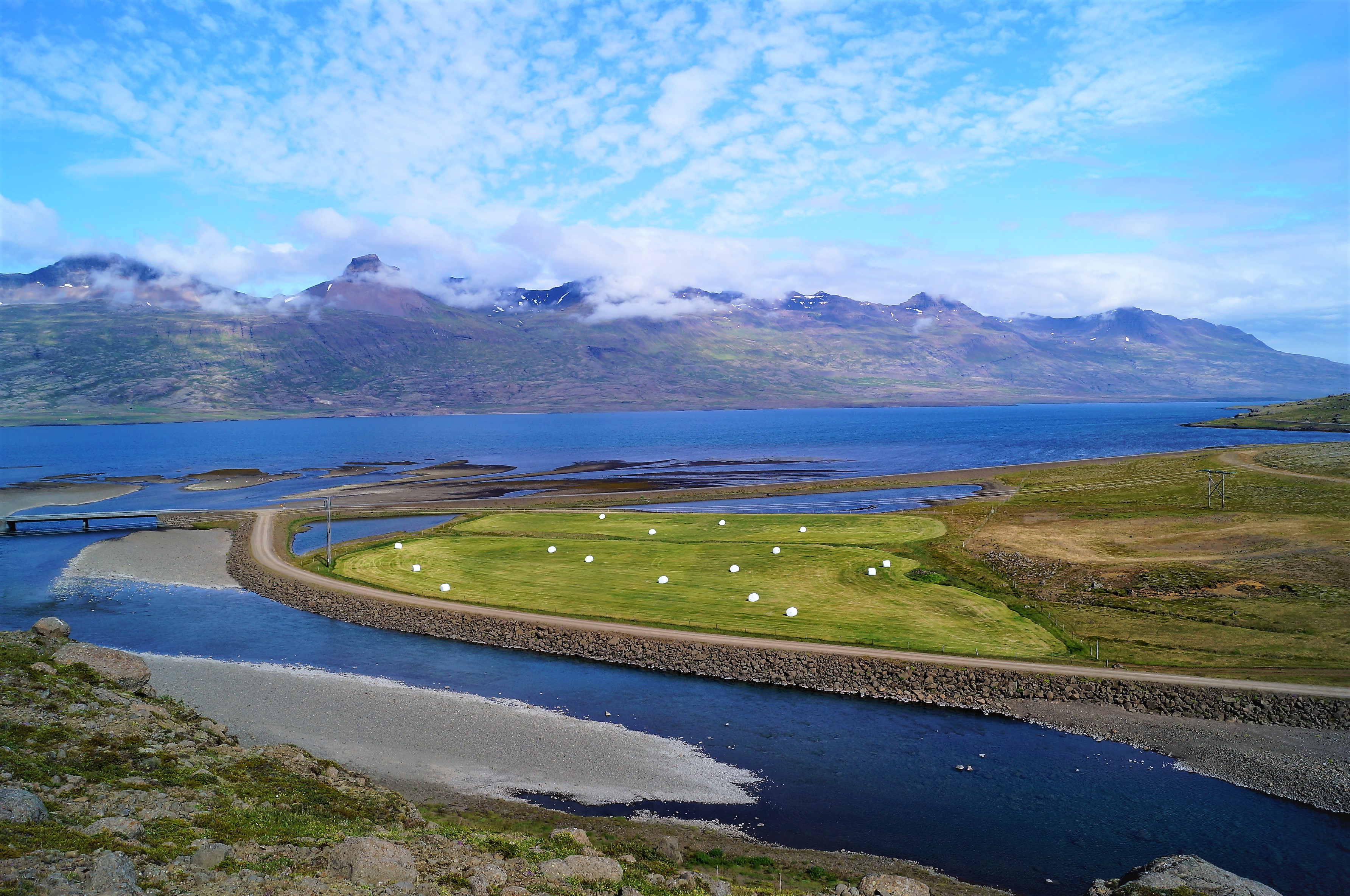
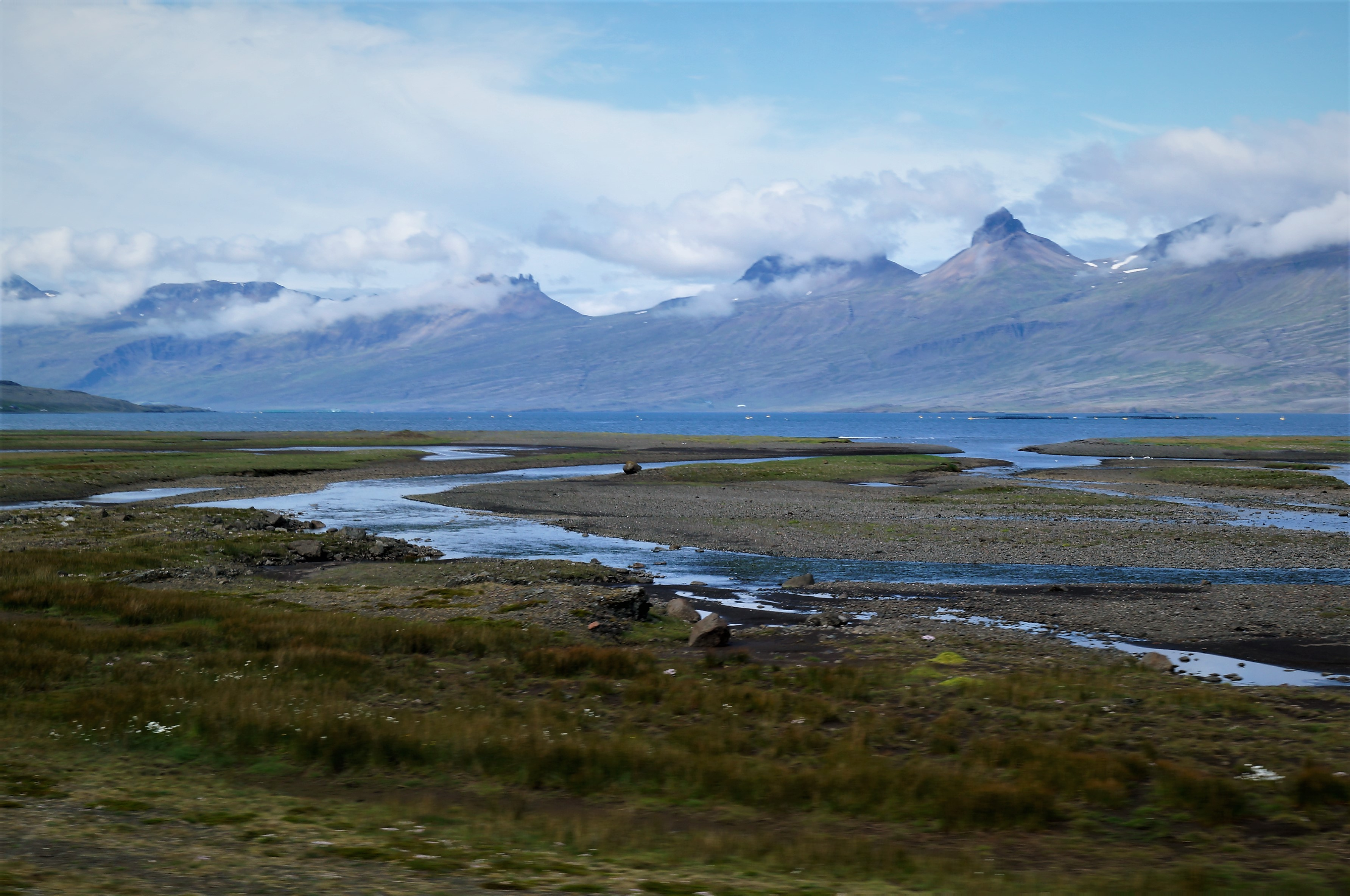
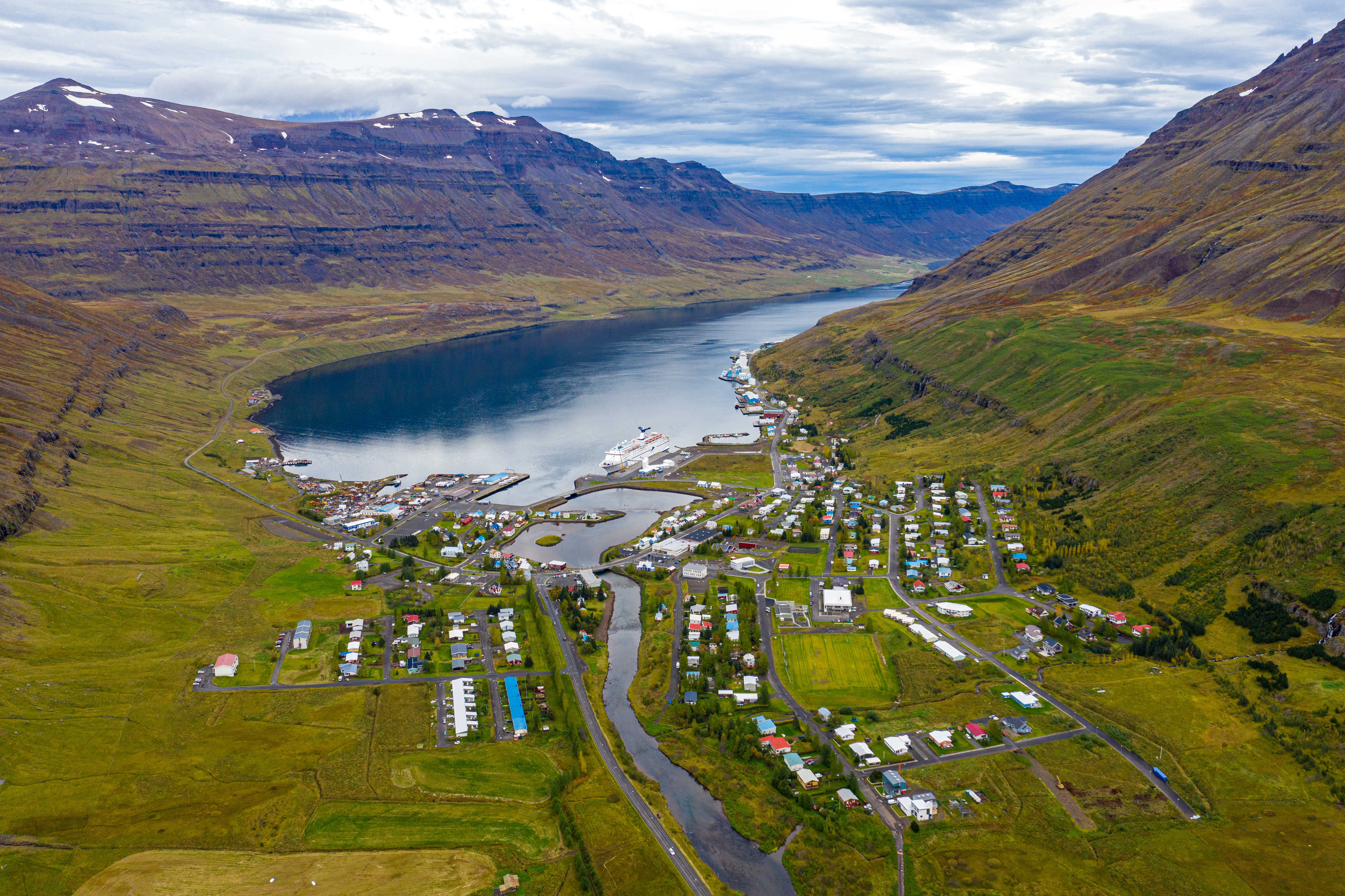
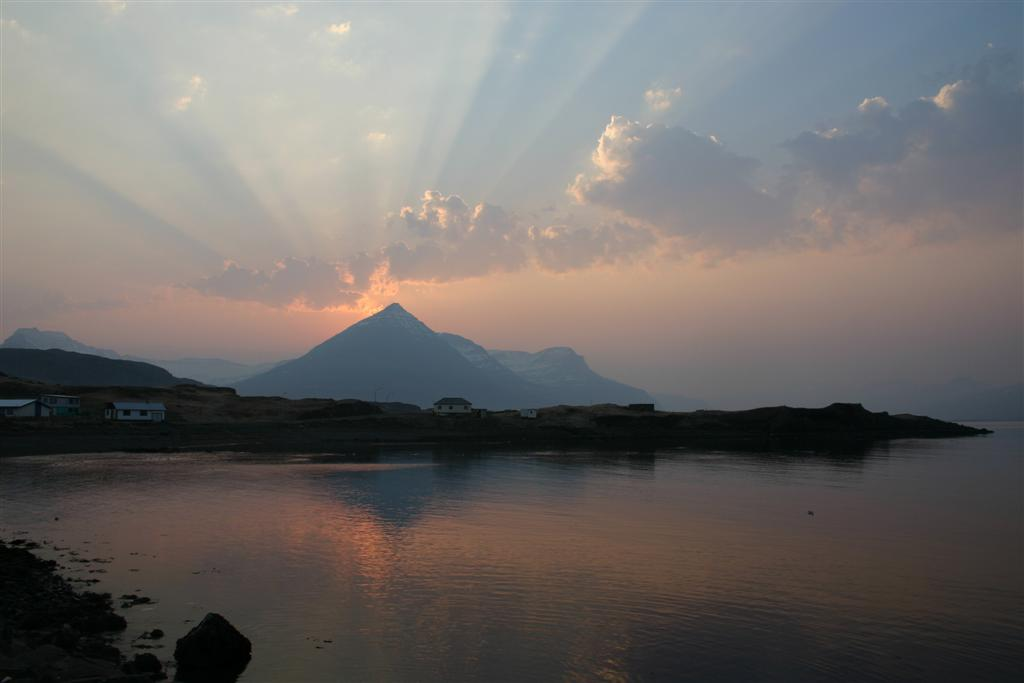